# Riu de Pena
El riu de Pena és un dels afluents més importants del Matarranya. Neix a la partida del Port, i després d'un recorregut de 20 km desemboca a un quilòmetre per sobre del poble de Vall-de-roures; en algun trajecte del seu curs fa de frontera amb el municipi de Beseit. Quan es va construir el pantà que porta el mateix nom, va inundar Masies de Beseit i Vall-de-roures.
El riu de Pena té un afluent, el Racó de Patorrat, de 8 km, que serveix de límit amb Beseit; en aquest municipi es coneix el riu de Pena amb el nom de Riu Sec perquè hi arriba amb poca aigua, però tot i així, possiblement per les filtracions, arriba al pantà amb més cabal.